# محمد صدقي سليمان
محمد صدقي سليمان (1919 - 28 مارس 1996) كان رئيسا لوزراء مصر عام 1966 ووزيرا للسد العالي. وعين رئيسًا للجهاز المركزي للمحاسبات 15 نوفمبر 1971 إلى 17 يناير 1978.

## حياته
ولد في سنة 1919 في محافظة القليوبية ويرجع أصله إلى قرية السيفا - مركز طوخ - محافظة القليوبية. وحصل على بكالوريوس هندسة 1939 - حصل على ما جستير في العلوم العسكرية.

### مناصبه
- كان ضابطاً بسلاح المهندسين سنة 1939.
- احتل منصب سكرتير عام لمجلس الإنتاج سنة 1954.
- احتل منصب سكرتير عام لجنة التخطيط العليا سنة 1956.
- رئيس مجلس إدارة مؤسسة مواد البناء والحراريات 1961.
- أصبح وزيراً للسد العالي 1962.
- عضو للجنة التنفيذية العليا للاتحاد الاشتراكي 1966
- أصبح رئيساً للوزراء في 10 سبتمبر 1966-19 يونيو 1967
- أصبح مشرفاً عاماً على مشروع السد العالي في أكتوبر 1966
- كان عضواً بالجانب العربي في القيادة السياسية المودة بين الجمهورية العربية والعراق في 20 يونيو 1967
- أصبح وزيراً للصناعة والكهرباء والسد العالي في 19 يونيو 1967
- أصبح رئيس لجنة القوى العاملة 20 يونيو 1967
- عضو المؤتمر القومي للاتحاد الاشتراكي 15 يوليو 1968
- مشرفاً على هيئة قناة السويس 22 مايو 1969
- أصبح وزيراً للكهرباء والسد العالي 20 يناير 1970
- مستشاراً لرئيس الجمهورية 8 نوفمبر 1970
- رئيس الجهاز المركزي للمحاسبات في 14 يناير 1971 حتى استقالته 1978

### أعماله
ساهم بنصب موفور في الدراسات التي أُجريت على:
- إنشاء شركة الحديد والصلب
- شركة سيماف
- جميع شركات التعدين
- إنشاء المصانع الحربية

## الحياة الشخصية
متزوج وله أربع أولاد.